# Zaz (cantante)
Isabelle Geffroy (Chambray-lès-Tours, 1 de mayo de 1980), conocida por su nombre artístico Zaz, es una cantautora francesa que fusiona la canción francesa con el gypsy jazz. Se hizo famosa con su canción Je veux, segundo tema de su primer álbum, Zaz, que fue lanzado al mercado el 10 de mayo de 2010. Actualmente cuenta con cinco álbumes de estudio: Zaz (2010), Recto verso (2013), Paris (2014), Effet miroir (2018) e Isa (2021); y dos álbumes en vivo: Sans tsu tsou (2011) y Sur la route (2016).

## Infancia
Su madre era profesora de español y su padre era electricista. En 1985, se matriculó en el Conservatorio de Tours, donde estuvo desde los cinco a los once años. Allí estudió solfeo, violín, piano, guitarra y canto coral. En 1994, a raíz del divorcio de sus padres, se trasladó cerca de Burdeos con su madre y hermanos. En 1995, tomó clases de canto, y practicó deportes durante un año en Burdeos, mientras que estudiaba kung fu con un entrenador profesional. En 2000, obtuvo una beca local, lo que le permitió matricularse en una escuela de música moderna; el CIAM de Burdeos (Centro para la Información y las Actividades Musicales). Entre sus influencias musicales se encuentran 'Las Cuatro Estaciones' de Vivaldi, cantantes de jazz como Ella Fitzgerald, y otros cantantes como Enrico Macias, Bobby McFerrin y Richard Bona, así como ritmos africanos, latinos y cubanos. En 2006 se fue a vivir a París y allí hizo su primera canción ON IRA.

## Primeros años
En 2001, comenzó su carrera musical como cantante en el grupo de blues "Fifty Fingers". Cantó con otros grupos en Angoulême, particularmente, formó parte de un quinteto de jazz.  Fue una de los cuatro cantantes de Izar-Adatz (que en euskera significa "Estrella Fugaz"), un grupo formado por dieciséis integrantes con los que estuvo de gira dos años en la zona Mediodía-Pirineos y en el País Vasco. Ha trabajado como corista para grabaciones de estudio en Toulouse y ha colaborado con muchos cantantes y artistas como Maeso, Art Mengo, Vladimir Max, Jean-Pierre Mader, Pablo Alborán y Serge Guerao.[cita requerida]

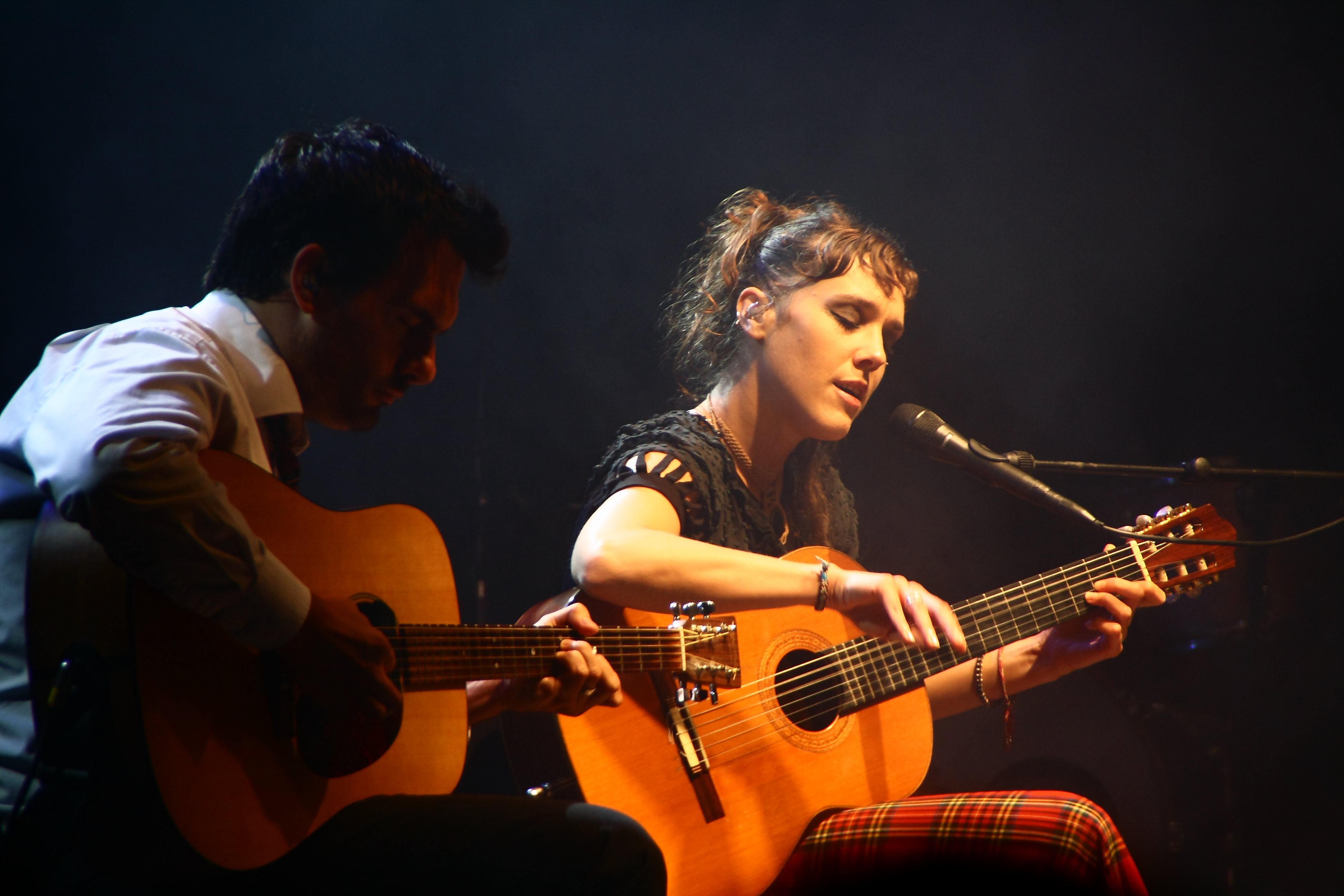
Zaz.

En mayo de 2010 la revista francesa Telerama anunció: "Han surgido rumores estas semanas: Zaz tiene una voz sagrada y será la revelación del verano". El 10 de mayo de 2010, Zaz lanzó su primer álbum al mercado. Contiene temas compuestos por ella misma ("Trop sensible") y otros co-compuestos ("Les passants", "Le long de la route", "Prends garde à ta langue", "J'aime à nouveau", "Ni oui ni non"). El álbum ha sido producido por Kerredine Soltani con la discográfica "Play On", quien ha escrito y compuesto el éxito "Je veux". El cantante pop Raphaël Haroche ha compuesto las canciones "Éblouie par la nuit", "Port Coton" y "La fée". En 2010 firmó un contrato para su gira con Caramba y Sony ATV. Ha tenido varias apariciones en televisión (en programas como Taratata o Chabada) y en radio.[cita requerida]
Después estuvo de gira en Francia (París, La Rochelle, Montauban, Saint-Ouen, Chateauroux, Landerneau, Fécamp...), dio un concierto en el Francofolies de Montreal (Canadá), en Monthey (Suiza), Bruselas, Berlín, Milán, etc. En otoño encabezó las listas de ventas en Bélgica, Suiza y Austria. Matthieu Baligand, su mánager y productor en Caramba Entertainment, hizo las siguientes declaraciones a Liberation: "Se está hablando mucho sobre ella ahora y la gente está esperando para verla... A pesar de la demanda, parece preferible que su primera gira se haga en cincuenta lugares pequeños en los que pueda tener una actuación creíble...  Zaz es una artista popular e intuitiva, que conoce bien la música y que sabe cantar, pero hacer actuaciones de calidad es otra historia (...)."[cita requerida]
En noviembre de 2010, su álbum debut Zaz llegó a ser disco doble platino. Además recibió el premio Canción Revelación" de la Academia Charles-Cros. Zaz también ha recibido el Premio European Border Breaker Awards por ser la artista francesa más escuchada fuera de Francia en 2010. De acuerdo a una encuesta que publicó L'Internaute, Zaz fue la cantante francesa más popular del ranking de 2010.

## Actualidad
En 2011, se unió al conjunto benéfico Les Enfoirés.
En 2011 saca a la venta su disco en directo ZAZ LIVE TOUR: Sans tsu tsou.
En mayo de 2013, Zaz lanza al mercado su segundo disco de estudio, Recto Verso, con 14 nuevas canciones. El primer single, On ira, se convierte en superventas desde su lanzamiento. En conjunto lanza 6 canciones extras en el bonus track del disco.
En 2014 lanza un nuevo disco titulado Paris, en el que hace versiones de canciones de otros artistas franceses conocidos, e incluye dúos con otros cantantes francófonos.
En 2015 hizo una gira para promocionar su disco, que incluyó presentaciones Latinoamérica.
El 2018 la cantante ha lanzado su disco titulado "Effet Miroir". La presentación se hizo con el single  Qué vendrá, cantando en francés y español.

## Discografía

### Álbumes
| Año  | Título       | Posiciones en listas | Posiciones en listas | Posiciones en listas | Posiciones en listas | Posiciones en listas | Posiciones en listas | Posiciones en listas | Posiciones en listas | Posiciones en listas | Posiciones en listas | Posiciones en listas | Posiciones en listas | Posiciones en listas | Posiciones en listas | Certificaciones |
| Año  | Título       | AUT                  | BEL (Flandes)        | BEL (Valonia)        | FRA                  | ALE                  | GRE                  | ITA                  | POL                  | SUI                  | NLD                  | RUS                  | CZE                  | ESP                  | CAN                  | Certificaciones |
| ---- | ------------ | -------------------- | -------------------- | -------------------- | -------------------- | -------------------- | -------------------- | -------------------- | -------------------- | -------------------- | -------------------- | -------------------- | -------------------- | -------------------- | -------------------- | --- |
| 2010 | Zaz          | 12                   | 51                   | 2                    | 1                    | 3                    | 3                    | 19                   | 1                    | 10                   | 56                   | 3                    | 3                    | 93                   | —                    | - AUT: Platino - BEL: 3× Platino - FRA: 2× Diamante - ALE: 2× Platino - POL: 2× Platino - SUI: 2× Platino - RUS: Platino |
| 2013 | Recto Verso  | 5                    | 16                   | 3                    | 2                    | 2                    | —                    | —                    | 5                    | 3                    | 73                   | —                    | —                    | 23                   | 18                   | - AUT: Oro - BEL: Oro - FRA: Diamante - ALE: Oro - POL: Platino - SUI: Platino                                           |
| 2014 | Paris        | 4                    | 8                    | 2                    | 2                    | 5                    | —                    | —                    | 9                    | 3                    | —                    | —                    | —                    | 17                   | 9                    | - AUT: Oro - BEL: Oro - FRA: 3× Platino - ALE: Oro - POL: 2× Platino - SUI: Oro                                          |
| 2015 | Sur la route | —                    | —                    | 36                   | 10                   | 3                    | —                    | —                    | 18                   | 9                    | —                    | —                    | —                    | —                    | —                    | - FRA: Platino |
| 2018 | Effet Miroir | 18                   | 16                   | 9                    | 5                    | 3                    | —                    | —                    | 25                   | 5                    | 63                   | —                    | —                    | —                    | —                    | - FRA: Platino |
| 2021 | Isa          | 10                   | 15                   | 4                    | 2                    | 10                   | —                    | —                    | —                    | 5                    | —                    | —                    | —                    | 48                   | —                    | |

### Sencillos
| Año  | Título                   | Lista de éxitos   | Lista de éxitos   | Lista de éxitos | Lista de éxitos | Lista de éxitos | Lista de éxitos | Lista de éxitos | Lista de éxitos | Lista de éxitos | Lista de éxitos | Certificaciones                                     |
| Año  | Título                   | Bélgica (Flandes) | Bélgica (Valonia) | Suiza           | Austria         | Alemania        | Francia         | Polonia         | Bulgaria        | Quebec          | Japón           | Certificaciones                                     |
| ---- | ------------------------ | ----------------- | ----------------- | --------------- | --------------- | --------------- | --------------- | --------------- | --------------- | --------------- | --------------- | --------------------------------------------------- |
| 2010 | Je veux                  | 34                | 2                 | 23              | 16              | 22              | 34              | 23              | 26              | —               | —               | - BEL: Platino - SUI: Platino - ALE: Oro - ITA: Oro |
| 2010 | Le long de la route      | 321               | 16                | —               | —               | —               | 62              | 39              | —               | —               | —               |                                                     |
| 2011 | La fée                   | —                 | 7                 | —               | —               | —               | 40              | 17              | —               | —               | —               |                                                     |
| 2011 | Kikaseteyo, Ai No Uta Wo | —                 | —                 | —               | —               | —               | —               | —               | —               | —               | 75              |                                                     |
| 2012 | Éblouie Par La Nuit      | 17                | 34                | —               | —               | —               | 29              | —               | —               | —               | —               |                                                     |
| 2013 | On ira                   | —                 | 21                | 15              | 74              | 47              | 12              | 28              | —               | 1               | —               | - SUI: Oro                                          |
| 2013 | Comme ci, comme ça       | 76                | 56                | —               | —               | —               | —               | 31              | —               | —               | —               |                                                     |
| 2013 | Si                       | 86                | 53                | —               | —               | —               | 34              | —               | —               | —               | —               |                                                     |
| 2014 | Gamine                   | —                 | 57                | —               | —               | —               | 169             | —               | —               | —               | —               |                                                     |
| 2015 | Si jamais j'oublie       | —                 | 27                | 43              | —               | —               | 11              | 1               | —               | —               | —               | - POL: Oro                                          |
| 2018 | Que vendrá               |                   |                   |                 |                 |                 |                 |                 |                 |                 |                 |                                                     |

### Otras apariciones
- 2014: Abbé Road - Le chemin de pierre (version pop) (sencillo benéfico con Nolwenn Leroy, Thomas Dutronc...)